# Kuma Demeksa
 (juillet 2024).
Si vous disposez d'ouvrages ou d'articles de référence ou si vous connaissez des sites web de qualité traitant du thème abordé ici, merci de compléter l'article en donnant les références utiles à sa vérifiabilité et en les liant à la section « Notes et références ».
Kuma Demeksa (né Taye Teklemariam en 1958) est un homme politique éthiopien. Ancien président du comité exécutif de la région Oromia (1995 à 2001) et ministre de la Défense (2005 à 2008), il est actuellement maire d'Addis Abeba du 30 octobre 2008 à 2013. Il est membre de l'Organisation démocratique des peuples oromos (ODPO) dont il fut l'un des fondateurs; le parti est membre de la coalition au pouvoir: le Front démocratique révolutionnaire du peuple éthiopien.
Il est ambassadeur en Allemagne depuis 2015, et accessoirement accrédité aussi en Tchéquie, Ukraine et Slovaquie.

## Biographie
Kuma est né à Gore dans la zone Illubabor en 1958. Son père était Wodajo Tokon, un prêtre qui prit le nom de Teklemariam après le baptême; sa mère s'appelle Muluye. Il fut élève à l'école primaire Menelik II à Bore et à l'école secondaire Haile Selassie I; lorsqu'il arriva au niveau équivalent à la classe de seconde en France, l'établissement fut fermé par le mouvement de la Terreur rouge. Plus tard, il intègrera l'armée et fut envoyé au camp d'entrainement de la police de Jimma en 1976. En 1991, il retourna à Gore avec sa première femme et leur fille. Une autre version affirme qu'il aurait été fait prisonnier pendant la guerre érythréenne de sécession et se trouvait dans la prison de Nakfa. Il aurait été libéré avec d'autres prisonniers pour rejoindre le Mouvement démocratique du peuple éthiopien, organisation qui intègrera plus tard la collation du Front démocratique révolutionnaire du peuple éthiopien afin de renverser le régime du Derg pendant la guerre civile éthiopienne. 

À la suite de la chute du régime le 28 mai 1991, Kuma fut nommé Ministre des Affaires Intérieures, chargé de la sécurité du gouvernement de transition éthiopien qui sera remplacé en 1995 par la République fédérale démocratique d'Éthiopie. La même année, Kuma devint le président du comité exécutif de la région Oromia. Le 24 juillet 2001, il fut remplacé par Juneidi Sad et expulsé du Comité central de l'ODPO à la suite d'une division interne au Front de libération des peuples du Tigré, membre le plus ancien de la coalition du Front démocratique révolutionnaire du peuple éthiopien. Des personnalités telles que Meles Zenawi, Sebhat Nega et Arkebe Oqubay étaient en confrontation directe avec Tewolde Wolde Mariam, Seeye Abraha et Gebru Asrat. Kuma avait joué le rôle de médiateur entre les deux factions et fut réadmis, en 2003, au Comité central de l'ODPO. Deux ans plus tard, il a été nommé ministre de la Défense, poste qu'il occupera jusqu'au 30 octobre 2008 date à laquelle il devint maire d'Addis Abeba.